# Кім Джі Док
Кім Джі Док (кор. 김제덕, нар. 12 квітня 2004) — південнокорейський лучник, дворазовий олімпійський чемпіон 2020 року.

## Виступи на Олімпіадах
| Олімпіада  | Дисципліна             | Місце |
| ---------- | ---------------------- | ----- |
| Токіо 2020 | індивідуальна першість | 17    |
| Токіо 2020 | командна першість      | 1     |
| Токіо 2020 | змішана команда        | 1     |
| Париж 2024 | індивідуальна першість | 9     |
| Париж 2024 | командна першість      | 1     |

## Зовнішні посилання
- Кім Джі Док на сайті World Archery (англійська)
- Кім Джі Док на сайті Olympics.com (англійська)
- Кім Джі Док на сайті Olympedia (англійська)